# Tour de Catalogne 1978
Le Tour de Catalogne 1978 est la 58e édition du Tour de Catalogne, une course cycliste par étapes en Espagne. L’épreuve se déroule sur 7 étapes du 7 au 14 septembre 1978 sur un total de 1 175,5 km. Le vainqueur final est l'Italien Francesco Moser de l’équipe Sanson-Campagnolo, devant Francisco Galdós et Pedro Torres.

## Étapes
| Étape | Date         | Parcours                            | km    | Vainqueur d’étape  | Leader du classement général |
| ----- | ------------ | ----------------------------------- | ----- | ------------------ | ---------------------------- |
| P     | 7 septembre  | Sitges – Sitges (clm)               | 4,2   | Francesco Moser    | Francesco Moser              |
| 1     | 8 septembre  | Sitges – l'Espluga de Francolí      | 173,6 | Francesco Moser    | Francesco Moser              |
| 2     | 9 septembre  | l'Espluga de Francolí – Guissona    | 159,6 | Miguel Mari Lasa   | Francesco Moser              |
| 3a    | 10 septembre | La Rambla (Barcelone)               | 45,0  | Frans Van Looy     | Francesco Moser              |
| 3b    | 10 septembre | Premià de Dalt - Alt del Mas Nou    | 109,7 | Francesco Moser    | Francesco Moser              |
| 4     | 11 septembre | Platja d'Aro - Pardines             | 149,2 | Antoon Houbrechts  | Francesco Moser              |
| 5     | 12 septembre | Ribes de Freser - Col de Pal (Bagà) | 206,7 | Francisco Galdós   | Francesco Moser              |
| 6     | 13 septembre | Bagà – Manresa                      | 179,7 | José Manuel García | Francesco Moser              |
| 7a    | 14 septembre | el Vendrell – el Vendrell (clm)     | 29,8  | Francesco Moser    | Francesco Moser              |
| 7b    | 14 septembre | Comarruga – Sitges                  | 118,0 | Phil Edwards       | Francesco Moser              |

### Prologue[1]
07-09-1978: Sitges – Sitges, 4,2 km (clm) :
|   | Cycliste          | Équipe            | Temps      |
| - | ----------------- | ----------------- | ---------- |
| 1 | Francesco Moser   | Sanson-Campagnolo | 5 min 11 s |
| 2 | Eulalio García    | Teka              | + 16 s     |
| 3 | José Enrique Cima | Kas-Campagnolo    | + 17 s     |

|   | Cycliste          | Équipe            | Temps      |
| - | ----------------- | ----------------- | ---------- |
| 1 | Francesco Moser   | Sanson-Campagnolo | 5 min 11 s |
| 2 | Eulalio García    | Teka              | + 16 s     |
| 3 | José Enrique Cima | Kas-Campagnolo    | + 17 s     |

### 1reétape[2]
08-09-1978: Sitges – l'Espluga de Francolí, 173,6:
|   | Cycliste         | Équipe            | Temps           |
| - | ---------------- | ----------------- | --------------- |
| 1 | Francesco Moser  | Sanson-Campagnolo | 4 h 55 min 04 s |
| 2 | Miguel Mari Lasa | Teka              | m.t.            |
| 3 | Francisco Galdós | Kas-Campagnolo    | m.t.            |

|   | Cycliste         | Équipe            | Temps           |
| - | ---------------- | ----------------- | --------------- |
| 1 | Francesco Moser  | Sanson-Campagnolo | 5 h 05 min 15 s |
| 2 | Miguel Mari Lasa | Teka              | + 25 s          |
| 3 | Francisco Galdós | Kas-Campagnolo    | m.t.            |

### 2eétape[3]
09-09-1978: l'Espluga de Francolí – Guissona, 159,6 km :
|   | Cycliste         | Équipe            | Temps           |
| - | ---------------- | ----------------- | --------------- |
| 1 | Miguel Mari Lasa | Teka              | 4 h 12 min 55 s |
| 2 | Francesco Moser  | Sanson-Campagnolo | m.t.            |
| 3 | Pedro Vilardebo  | Teka              | m.t.            |

|   | Cycliste         | Équipe            | Temps           |
| - | ---------------- | ----------------- | --------------- |
| 1 | Francesco Moser  | Sanson-Campagnolo | 9 h 13 min 10 s |
| 2 | Miguel Mari Lasa | Teka              | + 25 s          |
| 3 | Pedro Vilardebo  | Teka              | + 31 s          |

### 3eétape A[4]
10-09-1978: La Rambla (Barcelone), 45,0 km :
| Resultat de la 3e étape A \| \| Cycliste \| Équipe \| Temps \| \| - \| ------------------- \| ---------------------------- \| ----------- \| \| 1 \| Frans Van Looy \| Mini Flat-Boule d'Or-Colnago \| 59 min 45 s \| \| 2 \| Giuseppe Martinelli \| Magniflex-Torpado \| m.t. \| \| 3 \| Daniele Tinchella \| Transmallorca-Gios \| m.t. \| |                     |                              |             |
| | Cycliste            | Équipe                       | Temps       |
| 1 | Frans Van Looy      | Mini Flat-Boule d'Or-Colnago | 59 min 45 s |
| 2 | Giuseppe Martinelli | Magniflex-Torpado            | m.t.        |
| 3 | Daniele Tinchella   | Transmallorca-Gios           | m.t.        |

### 3eétape B[4]
10-09-1978: Premià de Dalt - Alt del Mas Nou, 109,7 km :
|   | Cycliste          | Équipe             | Temps           |
| - | ----------------- | ------------------ | --------------- |
| 1 | Francesco Moser   | Sanson-Campagnolo  | 2 h 48 min 07 s |
| 2 | Vicente Belda     | Transmallorca-Gios | + 2 s           |
| 3 | José Enrique Cima | Kas-Campagnolo     | + 9 s           |

|   | Cycliste        | Équipe            | Temps            |
| - | --------------- | ----------------- | ---------------- |
| 1 | Francesco Moser | Sanson-Campagnolo | 13 h 01 min 03 s |
| 2 | Pedro Torres    | Teka              | + 49 s           |
| 3 | Pedro Vilardebo | Teka              | + 1 min 08 s     |

### 4eétape[5]
11-09-1978: Platja d'Aro - Pardines, 149,2 km :
|   | Cycliste          | Équipe                       | Temps           |
| - | ----------------- | ---------------------------- | --------------- |
| 1 | Antoon Houbrechts | Mini Flat-Boule d'Or-Colnago | 4 h 02 min 14 s |
| 2 | Vicente Belda     | Transmallorca-Gios           | + 11 s          |
| 3 | Francesco Moser   | Sanson-Campagnolo            | + 32 s          |

|   | Cycliste        | Équipe            | Temps            |
| - | --------------- | ----------------- | ---------------- |
| 1 | Francesco Moser | Sanson-Campagnolo | 17 h 03 min 49 s |
| 2 | Pedro Torres    | Teka              | + 49 s           |
| 3 | Pedro Vilardebo | Teka              | + 1 min 12 s     |

### 5eétape[5]
10-09-1979: Ribes de Freser - Col de Pal (Bagà), 206,7 km :
|   | Cycliste         | Équipe             | Temps           |
| - | ---------------- | ------------------ | --------------- |
| 1 | Francisco Galdós | Kas-Campagnolo     | 6 h 39 min 06 s |
| 2 | Vicente Belda    | Transmallorca-Gios | + 1 min 45 s    |
| 3 | Francesco Moser  | Sanson-Campagnolo  | + 1 min 47 s    |

|   | Cycliste         | Équipe            | Temps            |
| - | ---------------- | ----------------- | ---------------- |
| 1 | Francesco Moser  | Sanson-Campagnolo | 23 h 44 min 42 s |
| 2 | Francisco Galdós | Kas-Campagnolo    | + 1 min 35 s     |
| 3 | Pedro Torres     | Teka              | + 3 min 37 s     |

### 6eétape[6]
13-09-1978: Bagà – Manresa, 179,7 km :
|   | Cycliste           | Équipe             | Temps           |
| - | ------------------ | ------------------ | --------------- |
| 1 | José Manuel García | Transmallorca-Gios | 4 h 53 min 55 s |
| 2 | Armando Lora       | Magniflex-Torpado  | + 5 min 33 s    |
| 3 | Miguel Mari Lasa   | Teka               | + 6 min 35 s    |

|   | Cycliste         | Équipe            | Temps            |
| - | ---------------- | ----------------- | ---------------- |
| 1 | Francesco Moser  | Sanson-Campagnolo | 28 h 45 min 12 s |
| 2 | Francisco Galdós | Kas-Campagnolo    | + 1 min 35 s     |
| 3 | Pedro Torres     | Teka              | + 3 min 37 s     |

### 7eétape A[7]
14-09-1978: el Vendrell – el Vendrell, 29,8 km (clm) :
| Resultat de la 7e étape A \| \| Cycliste \| Équipe \| Temps \| \| - \| --------------- \| ----------------- \| ------------ \| \| 1 \| Francesco Moser \| Sanson-Campagnolo \| 39 min 50 s \| \| 2 \| Vito Da Ros \| Magniflex-Torpado \| + 1 min 14 s \| \| 3 \| Juan Pujol \| Kas-Campagnolo \| + 1 min 31 s \| |                 |                   |              |
| | Cycliste        | Équipe            | Temps        |
| 1 | Francesco Moser | Sanson-Campagnolo | 39 min 50 s  |
| 2 | Vito Da Ros     | Magniflex-Torpado | + 1 min 14 s |
| 3 | Juan Pujol      | Kas-Campagnolo    | + 1 min 31 s |

### 7eétape B[7]
14-09-1978: Comarruga – Sitges, 118,0 km :
|   | Cycliste            | Équipe            | Temps           |
| - | ------------------- | ----------------- | --------------- |
| 1 | Phil Edwards        | Sanson-Campagnolo | 3 h 15 min 29 s |
| 2 | José Luis Enfedaque | Novostil-Helios   | m.t.            |
| 3 | Jean-Claude Fabbri  | Magniflex-Torpado | m.t.            |

|   | Cycliste         | Équipe            | Temps            |
| - | ---------------- | ----------------- | ---------------- |
| 1 | Francesco Moser  | Sanson-Campagnolo | 32 h 31 min 20 s |
| 2 | Francisco Galdós | Kas-Campagnolo    | + 3 min 15 s     |
| 3 | Pedro Torres     | Teka              | + 5 min 37 s     |

## Classement général
|    | Cycliste           | Équipe                       | Temps            |
| -- | ------------------ | ---------------------------- | ---------------- |
| 1  | Francesco Moser    | Sanson-Campagnolo            | 32 h 31 min 20 s |
| 2  | Francisco Galdós   | Kas-Campagnolo               | + 3 min 15 s     |
| 3  | Pedro Torres       | Teka                         | + 5 min 37 s     |
| 4  | Joan Pujol         | Kas-Campagnolo               | m.t.             |
| 5  | Vicent Belda       | Transmallorca-Gios           | + 6 min 43 s     |
| 6  | Miguel Mari Lasa   | Teka                         | + 9 min 19 s     |
| 7  | Ismael Lejarreta   | Kas-Campagnolo               | + 9 min 46 s     |
| 8  | Antoon Houbrechts  | Mini Flat-Boule d'Or-Colnago | + 10 min 12 s    |
| 9  | Claudio Bortolotto | Sanson-Campagnolo            | + 10 min 16 s    |
| 10 | Pere Vilardebó     | Teka                         | + 11 min 53 s    |

## Classements annexes
|   | Cycliste         | Équipe             | Points |
| - | ---------------- | ------------------ | ------ |
| 1 | Vicent Belda     | Transmallorca-Gios | 38     |
| 2 | Francesco Moser  | Sanson-Campagnolo  | 38     |
| 3 | Francisco Galdós | Kas-Campagnolo     | 33     |

|   | Cycliste       | Équipe                       | Points |
| - | -------------- | ---------------------------- | ------ |
| 1 | Ludo Schurgers | Mini Flat-Boule d'Or-Colnago | 44     |
| 2 | Antonio Abad   | Novostil-Helios              | 34     |
| 3 | Andrés Oliva   | Teka                         | 18     |

|   | Cycliste         | Équipe            | Points |
| - | ---------------- | ----------------- | ------ |
| 1 | Francesco Moser  | Sanson-Campagnolo | 46     |
| 2 | Francisco Galdós | Kas-Campagnolo    | 30     |
| 3 | Miguel Mari Lasa | Teka              | 27     |

|   | Équipe            | Pays    | Temps            |
| - | ----------------- | ------- | ---------------- |
| 1 | Sanson-Campagnolo | Italie  | 97 h 29 min 08 s |
| 2 | Kas-Campagnolo    | Espagne | + 5 min 08 s     |
| 3 | Teka              | Espagne | + 12 min 35 s    |